# Salama Kabir
Salama Kabir (arab. سلامة كبير) – wieś w Syrii, w muhafazie Aleppo, w dystrykcie Ajn al-Arab. W 2004 roku liczyła 231 mieszkańców.